# Winter (groupe)
Pour les articles homonymes, voir Winter.
Winter est un groupe de doom metal américain, originaire de New York. Formé en 1988, et bien que considéré comme l’un des inventeurs du death-doom, le groupe refusait toute étiquette.

## Biographie
Winter se fait connaitre en 1989 par sa démo éponyme. Le style particulièrement lourd et glauque de ce groupe lui vaut d’être repéré par le label Nuclear Blast qui lui offre la possibilité d’enregistrer son premier album intitulé Into Darkness. L’extrême lenteur et l’atmosphère très oppressante de l'album lui valent un succès d’estime dans le milieu du doom metal et du death metal. Winter commence à y acquérir une bonne réputation, enregistra un second album puis se sépara avant la sortie même de ce disque. Le souvenir laissé par Winter fut suffisamment fort pour que Nuclear Blast réédite en 1994 puis en 1999 le premier opus, enrichi du second sur un même CD, sous le titre Eternal Frost.
Metal Mind Records annonce en février 2008, la réédition de leur album Into Darkness et de l'EP Eternal Frost en édition digipack le 13 mai cette année. Le groupe se reforme en 2010, et se produit l'année suivante au Roadburn Festival. Le 8 juillet 2013, The Village Voice liste Into Darkness 14e de son top 20 des albums hardcore et metal à venir à NYC. 
Le groupe joue au Maryland Deathfest en 2015. Par contre, ils annulent leur participation à l'édition 2016 du Hellfest.

## Membres
- John Alman - chant, basse
- Stephen Flam - guitare
- Joe Gonclaves - batterie

## Discographie
- 1990 - Into Darkness (en)
- 1994 - Eternal Frost (en) (EP)